# Carl Bruchhäuser
Carl Bruchhäuser (* 1991 in Lahnstein) ist ein deutscher Schauspieler.

## Leben
Carl Bruchhäuser ist der Sohn des Schauspielers und Comedians Karl Bruchhäuser (* 1967). Sein Großvater ist der Landschafts- und Porträtmaler Karl Bruchhäuser. Carl Bruchhäuser, der in Köln aufwuchs, studierte nach einem Auslandsjahr in Südafrika zunächst Medienkultur und Afrikanistik.
Von 2013 bis März 2017 absolvierte er sein Schauspielstudium an der Folkwang Universität der Künste in Essen/Bochum. Während des Studiums erhielt er bereits im Jahr 2015 ein erstes Gastengagement am Rottstraße 5 Theater in Bochum. Anschließend wurde er ans Bochumer Schauspielhaus verpflichtet. Dort debütierte er 2016 als Heldentenor Pasqualino, ein Freund der Tognina, in Carlo Goldonis Komödie Der Impresario von Smyrna (Regie: Marco Massafra).
Am Theater Dortmund spielte er seit der Uraufführung im Februar 2016 durchgehend in dem Theaterprojekt „Die Borderline Prozession“, einer Musik-, Kunst-, Theater- und Filminstallation, unter der Regie von Kay Voges. Mit dieser Produktion gastierte er im Mai 2017 auch beim 54. Berliner Theatertreffen. Im Februar 2017 übernahm Carl Bruchhäuser am Berliner Ensemble in Claus Peymanns Inszenierung des Kleist’schen Trauerspiels Prinz Friedrich von Homburg die Rolle des Grafen Truchß. Am Schauspielhaus Bochum übernahm er in der Spielzeit 2017/18 die Rolle des Schupo im Kinder- und Familienstück Pünktchen und Anton.
Bruchhäuser stand auch für einige Film- und Fernsehrollen vor der Kamera. Im Sommer 2017 wirkte er neben seinem Vater in dem für die Internationale Filmschule Köln (ifs Köln) unter der Regie von Antonia Uhl gedrehten Kurzfilm Blinddate mit. Außerdem stand er mit seinem Vater in dem gemeinsamen Theaterprojekt „Wie der Vater so der Sohn“ an der Folkwang Universität der Künste
im Theaterzentrum Bochum auf der Bühne.
Sein Fernsehdebüt hatte Carl Bruchhäuser im Frühjahr 2018 in zwei ZDF-Krimiserien. Im Februar 2018 war er in Der Staatsanwalt als später ermordeter „Loverboy“ Timo Licht zu sehen. Mitte März 2018 wurde eine Folge der ZDF-Serie Notruf Hafenkante ausgestrahlt, in der er eine Episodenhauptrolle hatte; an der Seite von Béla Gabor Lenz spielte Bruchhäuser den Drogendealer Rocco Dosic. Von Juli 2022 (Folge 3864) bis Dezember 2022 (Folge 3954) war er in der Telenovela Sturm der Liebe als Leon Thormann, der Geschäftsführer einer Zweigstelle der Schokoladenmanufaktur „Schoko-Götter“, zu sehen.
Carl Bruchhäuser lebt in Bochum.

## Filmografie
- 2014: Diebe des Schlafs (Kurzfilm, Abschlussfilm der Kunsthochschule für Medien Köln)
- 2016: Tür an Tür (Webserie)
- 2017: Blinddate (Kurzfilm)
- 2018: Der Staatsanwalt: Im Netz der Spinne (Fernsehserie, Episodennebenrolle)
- 2018: Notruf Hafenkante: Dornröschen (Fernsehserie, Episodenhauptrolle)
- 2021: Goldjungs
- 2022: Tatort: Propheteus (Fernsehreihe)
- 2022: Sturm der Liebe (Fernsehserie)
- 2025: SOKO Köln: Rache (Fernsehserie)